# Yervant Gobelyan
Yervant Gobelyan (en arménien : Երուանդ Կոպէլեան), né le 10 novembre 1923 à Constantinople en Turquie et mort le 15 décembre 2010 dans la même ville, était un poète, écrivain et journaliste arménien,.

## Biographie
Yervant Gobelyan est l'un des quatre enfants d'une famille arménienne habitant à İzmit, dans le nord de la Turquie. Il naît en 1923 dans le quartier de Bebek à Istanbul,. Il effectue son éducation primaire à l'école Tateosyan, d'où il ressort diplômé en 1937. Il continue ses études à l'école arménienne d'Esayan, et, après avoir obtenu son diplôme, ne retourne plus à l'école. Il exerce plusieurs métiers, dont entre autres ceux d'apprenti-épicier, mécanicien automobile ou encore charpentier,.
Malgré les difficultés, Yervant Gobelyan n'a jamais cessé d'écrire au long de sa vie. Durant la Seconde Guerre mondiale, il est engagé dans l'armée turque pendant quatre ans, où il rencontre le poète arménien Haygazun Kalustyan. Il rencontre également un autre poète du même pays, Garbis Cancikyan, à Samatya (en), un quartier d'Istanbul. Ils conversaient régulièrement près de la place Taksim, se critiquant les uns les autres,. Gobelyan échangeait également beaucoup avec le poète turc Orhan Veli Kanık.
Le premier recueil de poème de Gobelyan, intitulé Avec espoir, est publié en 1948. Gobelyan est, en compagnie de Hagop Sivasliyan et Hacik Amiryan, l'un des fondateurs du mensuel Luys (« Lumière »), qui dut cependant cesser son activité un an et demi après création à cause de problèmes financiers,. Gobelyan fut alors contraint de chercher un nouveau métier. Le nouveau journal Ayk (« Aube », « Aurore »), installé à Beyrouth au Liban, lui propose d'être embauché en tant que rédacteur en 1953. Gobelyan s'installe donc au Liban, où il continue sa carrière littéraire en écrivant des nouvelles et des poèmes. En 1954, il revient à Istanbul pour travailler au sein de la rédaction du journal Marmara, avant de retourner au Liban en 1957, où il travaille pour le journal Spyurk (« Diaspora »). Il rentre à Istanbul en 1965 afin de continuer son travail chez Marmara, en parallèle avec son travail pour le journal Jamanak. Durant les quatorze dernières années de sa vie, Yervant Govelyan rédige pour le journal Agos, écrivant et publiant en turc et en arménien. Malgré les liens entre Gobelyan et la Turquie, l'ensemble de ses œuvres demeure inaccessible au lectorat non-arménophone ; c'est pourquoi la maison d'édition turque Aras publie des œuvres de Gobelyan sous la forme d'un recueil intitulé Memleketini Özleyen Yengeç (Le Crabe à qui sa Patrie manquait) en 1998. Ce livre, contenant principalement des histoires contant la routine de Turcs, Grecs et Arméniens vivant à Istanbul, fait connaître Gobelyan auprès du public turc.
Yervant Gobelyan meurt le 16 décembre 2010 dans un hôpital stambouliote, après un long traitement ; il est aujourd'hui enterré au cimetière arménien de Balıklı (en).

## Œuvres littéraires
- Երանի թէ (Avec de l'espoir), 1948
- Խճանկարներ (Mosaïques), 1968
- Աշխարհի իններորդ հրաշալիքը (La Neuvième Merveille du Monde), 1972
- Երազ չունեցող մարդիկ (Les Personnes sans Rêves), 1984
- Մենք անունը "հայ ծաղիկ" դրինք (Nous l'avons nommée « Fleur Arménienne »), 1991
- Հողով մկրտուածներ (Ceux baptisés de la Terre), 1992
- Եօթն օրը հեղ մը (Une fois tous les sept jours), 1995
- Կեանքի լուսանցքէն (Du Bord de la Vie), 1998
- Memleketini Özleyen Yengeç (Le Crabe à qui sa Patrie manquait), 1998